# منطقه اریحا
منطقه اریحا (به عربی:منطقة أریحا) یکی از منطقه‌های استان ادلب در سوریه است. بر اساس سرشماری سال ۲۰۰۴ این منطقه ۱۷۷٬۰۰۵ نفر جمعیت داشت. مرکز این منطقه شهر اریحا است.

## تقسیمات اداری
منطقه اریحا به ۳ بخش یا ناحیه تقسیم می‌شود. جمعیت بخش‌های آن طبق سرشماری سال ۲۰۰۴:
بخش اریحا (ناحیة أریحا):۸۳٬۴۸۷ نفر.
بخش احسم (ناحیة احسم):۶۵٬۴۰۹ نفر.
بخش محمبل (ناحیة محمبل):۲۷٬۰۹۸ نفر.